# New Cambria, Kansas
New Cambria är en ort i Saline County i Kansas. Vid 2020 års folkräkning hade New Cambria 106 invånare.